# Confrides
Confrides község Spanyolországban, Alicante tartományban. Lakosainak száma 296 fő (2024). Confrides Alcoleja, Benasau, Beniardá, Benifato, Facheca, Famorca, Quatretondeta és Sella községekkel határos.

## Népesség
A település lakosságának változását az alábbi diagram mutatja:
| Lakosok száma | 306  | 301  | 256  | 299  | 315  | 232  | 207  | 187  | 271  | 296  |
|               | 2001 | 2004 | 2006 | 2009 | 2011 | 2014 | 2016 | 2019 | 2021 | 2024 |